# Alghero Torbato spumante
L'Alghero Torbato spumante est un vin effervescent italien de la région Sardaigne doté d'une appellation DOC depuis le 19 août 1995. Seuls ont droit à la DOC les vins blancs récoltés à l'intérieur de l'aire de production définie par le décret. 

## Aire de production
Les vignobles autorisés se situent en province de Sassari dans les communes de Alghero, Olmedo, Ossi, Tissi, Usini, Uri, Ittiri ainsi qu'en partie sans la commune de Sassari.
Voir aussi l’article Alghero Torbato.

## Caractéristiques organoleptiques
- couleur : jaune paille avec des reflets verdâtre, fine perlage
- odeur : intense,  caractéristique, légèrement aromatique
- saveur : sèche ou doux,  harmonique, légèrement amer (amarognolo)

L'Alghero Torbato spumante se déguste à une température de 6 à 8 °C et il se gardera 1 – 2 ans. 

## Production
Province, saison, volume en hectolitres :
- pas de données disponibles